# Distrito de Pampacolca

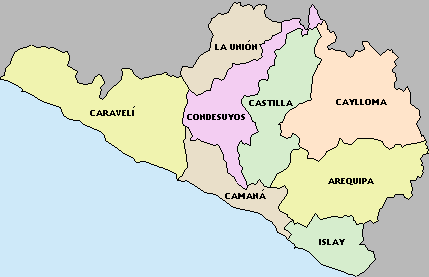
Provincias de Arequipa

El distrito de Pampacolca es uno de los catorce distritos que conforman la provincia de Castilla en el departamento de Arequipa, bajo la administración del gobierno regional de Arequipa, en el sur del Perú. Limita por el norte con las estribaciones del macizo Coropuna, hito morro de Rata hasta la laguna de Pallacocha pertenecientes a la comunidad campesina de Río Blanco, por el sur con el distrito de Aplao ingresando por la quebrada de San Francisco y Patapampa encima de la irrigación de Ongoro; por el este, colinda con los distritos de Viraco y Tipán; y, por el oeste, con la provincia de Condesuyos. Lleva el epíteto de «Cuna de la Libertad de América».
Desde el punto de vista jerárquico de la Iglesia católica forma parte de la Prelatura de Chuquibamba en la Arquidiócesis de Arequipa.

## Toponimia
Parece que el topónimo proviene del quechua pampa qullqa, donde individualmente pampa significa 'llanura' y qullqa 'almacén'. En conjunto, el lugar tendría el significado de 'almacén de o en la llanura'.

## Historia
En 1911, Hiram Bingham, difundidor de Machu Picchu, deja el Cuzco para ascender al Coropuna, encontrando otro santuario inca ubicado a más de 5,000 m s. n. m. y en donde existe un ushnu o silla imperial donde solamente podía posarse el inca.
En el tiempo de la colonia, Pampacolca era un repartimiento del corregimiento de Condesuyos de la intendencia de Arequipa. Los primeros encomenderos fueron Francisco de Grado y, entre los caciques principales, Cristóbal Mollobamba y Juan Pomacallao.
El distrito fue creado en los primeros años de la República, anexo a la provincia de Castilla cuando se funda el 19 de marzo de 1854. Luego Pampacolca es elevada a la categoría de «villa» el 17 de octubre de 1906 por Ley n.º 247 siendo presidente de la República don José Pardo.

## Geografía
Forma parte de la comarca de Castilla Media, ubicada entre los 2000 y los 3000 m s. n. m. y caracterizada por una geografía accidentada con terrenos aprovechables para la agricultura, formados por valles semi-planos creados por el violento declive de la cordillera de los Andes y la erosión de los ríos. En los valles interandinos se aprecian terrazas, andenerías, con vertientes de agua que dan inicio a ríos, lugares que cuentan con llanuras de corta extensión adecuadas para la agricultura y ganadería, regadas por las aguas de los deshielos del nevado Coropuna.
Pampacolca es una ciudad situada a los pies del volcán Coropuna, a 2900 m s. n. m.; cuyas aguas riegan los terrenos donde se cultivan papas, maíz,quinua,cebada, habas, y otros productos de pan llevar.

## Centros poblados
Yato, Escaura, Sihuarpo, Ruruca, Obraspampa, Quiscata, Huancor, San Antonio, Puca, Tuhualqui, Piscopampa y Río Blanco.
Su centro urbano tiene un trazado de carácter colonial de catorce calles transversales y nueve longitudinales igual a la Arequipa antigua, siendo la patrona la Virgen de la Asunción igual a Arequipa, sus calles estrechas, posee una infraestructura que satisface las necesidades propias del distrito.
Se dedica a la actividad agropecuaria, siendo uno de los primeros productores de leche de esta región, logrando promover una pequeña industria de procesamiento de productos lácteos, quesos, yogur y otros derivados.
Desde el 10 de enero del año 1976, siendo su Alcalde el Sr.Domingo Rosas Arias, inaugura la nueva carretera que une Arequipa con Pampacolca por el valle de Majes, Tipan, cubriendo una distancia de 240 km; incluye 190 km de pista asfáltica hasta Andamayo,luego una bicapa asfáltica de 32 km y el resto de 18 km es trocha afirmada en espera que este año se logre asfaltar ps el presupuesto ha regresado al erario nacional por pequeñas fallas que la Contraloría exigió.

## Hijos ilustres
En esta ciudad nació el 26 de junio de 1748 Juan Pablo Viscardo y Guzmán,considerado como el Primer Precursor Ideológico de la Emancipación de América.Autor de la célebre Carta a los Españoles Americanos,considerada como la partida de nacimiento de la emancipación de América.
El Doctor Gilberto Chirinos Rodríguez nació en Pampacolca el 3 de diciembre del año 1898,Abogado y doctor en jurisprudencia,fue Diputado por la Provincia de la Unión Cotahuasi,Juez de 1.ª.Instancia de la Provincia de Castilla,Presidente de la Corte Superior de Justicia de Arequipa,Vocal Supremo en Lima y Fiscal de la Nación.Falleció el 7 de octubre de 1983 en la ciudad de Lima.
El Doctor FELIPE SANTIAGO ROSAS ESPINOZA nace en Pampacolca el 1 de mayo de 1884 fue Abogado y Agrimensor Civil, fue alcalde de Pampacolca y en su periodo se consiguió instalar el agua potable mediante cañerías  traídas desde Inglaterra,fue Juez de 1.ª. Instancia de la Prov.de Castilla;director del primer periódico de Castilla "Evolución"en 1916;fue el ejecutor y fundador de la Irrigación de Andamayo,luego en 1950 salió elegido como senador de la República.Sus restos mortales reposan en el atrio de la Iglesia del Carmen en Pampacolca desde el 9 de julio de 1969.

## Autoridades

### Municipales
- 2023-2026[5]
  - Alcalde: Sr.Ronald Isaac Corahua Corahua
  - Regidores:

  1. Sr. Clever Silva Barrios

```
  Srta. Mirella Rosario Vilca Vera 
   Sr. Pedro Fredy Arias Huacca
  Srta. Karely Kassandra Revilla Quispe
  Sr. José Javier Chávez Antayhua
```

### Políticas
- - Gobernador: Mario Iquiapaza Coaguila.

### Judiciales
- - Juez de Paz : Dr.Domingo Rosas Chirinos.

## Festividades
- Señor de la Peña de Yato el 20 de enero
- Virgen del Carmen el 16 de julio
- Virgen de la Asunta -Patrona de Pampacolca el 15 de agosto.

## Turismo
Los lugares turísticos son: Cerro de Marca, Ruinas de Maucallacta, Aguas Termales, Laguna de Pallacocha,Puyas de Raimondi.